# Passengers (pel·lícula de 2008)
Passengers és un thriller sobrenatural de 2008 dirigit per Rodrigo García Barcha i produït per Joseph Drake, i protagonitzat per Anne Hathaway i Patrick Wilson.
Es va traduir i visionat en català el 2010.

## Producció
La història de Passengers troba el seu origen en la mateixa por a la paternitat del seu guionista Ronnie Christensen. Atemorit davant la idea de convertir-se en pare, Christensen va canalitzar les seves pors a través de l'escriptura formulant una comparació del seu propi impasse amb una de les situacions que més poden espantar, un accident aeri. Passengers doncs, és una anàlisi psicològica en la qual es representa la mort i un nou inici pels seus protagonistes, és a dir, la vida més enllà de la mort. Amb aquest argument, per tant, es va haver de buscar un director que pogués entendre als personatges i capturar a la pantalla l'emotivitat natural i a la vegada equilibrada que expressava la història. Rodrigo García va ser el director escollit per aquest desafiament. Considerat un cineasta de culte amb pel·lícules com Nine lives o Things you can tell just by looking at her, aquest va ser el seu primer treball realitzat a partir d'un guió d'altri. I per tal de dur-lo a terme va comptar amb el suport incondicional d'una de les actrius més sol·licitades del moment, Anne Hathaway, en el papel protagonista, i tot un repertori d'actors secundaris tan consolidats com Dianne Wiest i David Morse.
El rodatge va tenir lloc a Vancouver (Canadà) durant els mesos de febrer i març de 2007. La pluja i el cel gris de la ciutat es van convertir en l'escenari ideal per a la pel·lícula. Al cap i a la fi, l'objectiu era envoltar als protagonistes amb un món fred i eteri que compartís amb ells la imatge d'irrealitat que es volia crear. La il·luminació va ser doncs, un dels elements essencials a tenir en compte a l'hora de rodar. Malgrat tot, on l'equip de Passengers es va superar va ser en la creació i el rodatge de l'escena de l'accident de l'avió a la platja. Per tal de fer-ho, es van servir d'una barreja de plans en viu d'un avió a les platges de Vancouver i d'uns efectes especials que fan a l'espectador còmplice de com un costat de l'avió s'obre completament i es veu com l'horitzó s'acosta cada cop més. El resultat va ser espectacular, especialment per a la gent que estava pels voltants i va ser testimoni de l'accident i de les immenses explosions i que frenèticament va trucar al número d'urgències fins que va córrer la veu que les platges de Vancouver eren l'escenari d'una pel·lícula.
Fruit d'aquest treball, va sorgir una història centrada en la relació de les víctimes d'un accident aeri però, sobretot, una història que demostra que la realitat és un reflex d'una altra realitat. Per tant, segons Ronnie Christensen: "quan hom nega la realitat, al final la veritat sempre acaba sortint a la llum".

## Argument
Després d'un terrible accident aeri, a la psicòloga Claire Summers (Anne Hathaway), se li encarrega el tractament de cinc dels supervivents. Les dificultats d'aquesta tasca es compliquen quan Eric (Patrick Wilson), un dels afectats, se li enfronta refusant la seva ajuda i utilitzant l'accident com una excusa per a seduir-la. Mentre Claire lluita per mantenir la necessària distància professional d'Eric, els seus altres pacients lluiten amb els seus records de l'accident que semblen contradir l'explicació oficial de la companyia aèria. De fet, alguns recorden una possible explosió en ple vol, i quan comencen a desaparèixer l'un rere l'altre, Claire comença a pensar que la companyia hi té alguna cosa a veure. Claire sospita d'una conspiració destinada a amagar un error tècnic de l'avió. No obstant això, la veritat sempre acaba sortint a la llum i els altres passagers hauran de reconèixer la seva pròpia mort per tal de tenir una nova vida en el més enllà.

## Repartiment
- Anne Hathaway: Claire Summers
- Patrick Wilson: Eric Clark
- Clea DuVall: Shannon
- Chelah Horsdal: Janice
- Ryan Robbins: Dean
- Don Thompson: Norman
- David Morse: Arkin (Executiu/Pilot de la companyia aèria)
- Andre Braugher: Perry (Cap/Professor de Claire)
- Dianne Wiest: Toni (Veïna/Tia de Claire)

## Crítica
La pel·lícula, en general, va rebre comentaris negatius de part de la crítica nord-americana.
En concret, Michael Ordona, de Los Angeles Times, va escriure sobre ella que malgrat l'equip d'actors i la sensible direcció de Rodrigo García, Passengers era només un llarg viatge a llocs comuns. Per tant, se la va considerar una pel·lícula entretinguda i correcte en tots els seus aspectes tècnics però, al mateix temps, previsible i, en conseqüència, lenta. De fet, no van faltar comparacions amb altres cintes del seu gènere que en el seu moment van arribar a sorprendre per la seva originalitat com The Sixth Sense (1999) del director M. Night Shyamalan.